# Filip Gac
Filip Gac (ur. 20 września 1996) – polski piłkarz, piłkarz plażowy występujący w KP Łódź, reprezentant w piłce nożnej plażowej. Uczestnik Mistrzostw Świata w piłce nożnej plażowej 2017 oraz Euro Winners Cup w latach 2017-2019.

## Występy w reprezentacji
Stan  na 16 września 2017
| Mecze i gole w reprezentacji U-21 | Mecze i gole w reprezentacji U-21 | Mecze i gole w reprezentacji U-21 | Mecze i gole w reprezentacji U-21 | Mecze i gole w reprezentacji U-21 | Mecze i gole w reprezentacji U-21 | Mecze i gole w reprezentacji U-21   |
| Lp.                               | Data                              | Miasto                            | Przeciwnik                        | Gol                               | Wynik                             | Rozgrywki                           |
| --------------------------------- | --------------------------------- | --------------------------------- | --------------------------------- | --------------------------------- | --------------------------------- | ----------------------------------- |
| 1.                                | 29.07.2016                        | Siófok                            | Węgry U-21                        |                                   | 2:3                               | Talent Beach Soccer Tournament 2016 |
| 2.                                | 30.07.2016                        | Siófok                            | Francja U-21                      |                                   | 1:4                               | Talent Beach Soccer Tournament 2016 |
| 3.                                | 31.07.2016                        | Siófok                            | Białoruś U-21                     | Gol · Gol · Gol · Gol · Gol       | 8:4                               | Talent Beach Soccer Tournament 2016 |
| 4.                                | 16.06.2017                        | Siófok                            | Ukraina U-21                      | Gol                               | 7:5                               | Talent Beach Soccer Tournament 2017 |
| 5.                                | 17.06.2017                        | Siófok                            | Francja U-21                      | Gol                               | 1:4                               | Talent Beach Soccer Tournament 2017 |
| Mecze i gole w reprezentacji A    |                                   |                                   |                                   |                                   |                                   |                                     |
| Lp.                               | Data                              | Miasto                            | Przeciwnik                        | Gol                               | Wynik                             | Rozgrywki                           |
| 1.                                | 05.09.2016                        | Jesolo                            | Dania                             | Gol                               | 5:1                               | kwalifikacje do MŚ 2017             |
| 2.                                | 07.09.2016                        | Jesolo                            | Ukraina                           |                                   | 4:3                               | kwalifikacje do MŚ 2017             |
| 3.                                | 08.09.2016                        | Jesolo                            | Rosja                             | Gol                               | 5:3                               | kwalifikacje do MŚ 2017             |
| 4.                                | 09.09.2016                        | Jesolo                            | Mołdawia                          |                                   | 3:1                               | kwalifikacje do MŚ 2017             |
| 5.                                | 10.09.2016                        | Jesolo                            | Włochy                            |                                   | 2:2, pd. 1:0                      | kwalifikacje do MŚ 2017             |
| 6.                                | 11.09.2016                        | Jesolo                            | Szwajcaria                        |                                   | 6:3                               | kwalifikacje do MŚ 2017             |
| 7.                                | 01.11.2016                        | Dubaj                             | Tahiti                            |                                   | 4:5                               | Puchar Interkontynentalny 2016      |
| 8.                                | 03.11.2016                        | Dubaj                             | Zjednoczone Emiraty Arabskie      |                                   | 2:2, k. 2:0                       | Puchar Interkontynentalny 2016      |
| 9.                                | 05.11.2016                        | Dubaj                             | Stany Zjednoczone                 | Gol                               | 3:3, k. 2:0                       | Puchar Interkontynentalny 2016      |
| 10.                               | 05.04.2017                        | Portimão                          | Portugalia                        | Gol                               | 4:5                               | mecz towarzyski                     |
| 11.                               | 06.04.2017                        | Portimão                          | Portugalia                        | Gol                               | 3:3, k. 2:0                       | mecz towarzyski                     |
| 12.                               | 28.04.2017                        | Nassau                            | Japonia                           |                                   | 4:9                               | Mistrzostwa Świata 2017             |
| 13.                               | 30.04.2017                        | Nassau                            | Brazylia                          |                                   | 4:7                               | Mistrzostwa Świata 2017             |
| 14.                               | 02.05.2017                        | Nassau                            | Tahiti                            |                                   | 4:8                               | Mistrzostwa Świata 2017             |
| 15.                               | 07.07.2017                        | Nazaré                            | Hiszpania                         | Gol                               | 3:3, k. 7:6                       | Europejska Liga Beach Soccera 2017  |
| 16.                               | 08.07.2017                        | Nazaré                            | Ukraina                           |                                   | 3:4                               | Europejska Liga Beach Soccera 2017  |
| 17.                               | 09.07.2017                        | Nazaré                            | Grecja                            | Gol                               | 3:1                               | Europejska Liga Beach Soccera 2017  |
| 18.                               | 11.08.2017                        | Siófok                            | Białoruś                          |                                   | 0:6                               | Europejska Liga Beach Soccera 2017  |
| 19.                               | 12.08.2017                        | Siófok                            | Portugalia                        | Gol · Gol                         | 3:3, k. 2:3                       | Europejska Liga Beach Soccera 2017  |
| 20.                               | 13.08.2017                        | Siófok                            | Azerbejdżan                       |                                   | 5:4                               | Europejska Liga Beach Soccera 2017  |
| 21.                               | 14.09.2017                        | Terracina                         | Portugalia                        | Gol                               | 4:6                               | Europejska Liga Beach Soccera 2017  |
| 22.                               | 15.09.2017                        | Terracina                         | Hiszpania                         | Gol                               | 5:8                               | Europejska Liga Beach Soccera 2017  |
| 23.                               | 16.09.2017                        | Terracina                         | Szwajcaria                        | Gol                               | 6:8                               | Europejska Liga Beach Soccera 2017  |
| 24.                               | 17.09.2017                        | Terracina                         | Ukraina                           |                                   | 4:4, k. 1:2                       | Europejska Liga Beach Soccera 2017  |

## Nagrody
- król strzelców Talent Beach Soccer Tournament 2016[1]
- MVP Młodzieżowych Mistrzostw Polski w piłce nożnej plażowej 2016